# Heino Jürisalu
Heino Jürisalu (* 13. August 1930 in Tartu; † 18. April 1991 in Tallinn) war ein estnischer Komponist und Musikpädagoge.

## Leben
Heino Jürisalu studierte Komposition bei Heino Eller (1887–1970) am Konservatorium von Tallinn, der heutigen Estnischen Musikakademie. 1954 schloss er sein Studium ab. Von 1950 bis 1969 war er als Tonmeister bei Eesti Raadio tätig. Von 1960 bis 1970 sowie von 1975 bis 1983 war Heino Jürisalu Konsultant des Estnischen Komponistenverbands. Er unterrichtete ab 1969 Komposition und Musiktheorie an der Estnischen Musikakademie.

## Komponist
Heino Jürisalu leitete das Ensemble Consortium. Vor allem wurde er aber als Komponist berühmt, seine Kompositionen wurden auch international bekannt. Besonders die Drei estnischen Tänze (estnisch Kolm eesti tantsu) wurden 1959 in Wien international prämiert.
Daneben war Heino Jürisalu einer der herausragendsten Musikpädagogen und Experte für Schulmusik in Estland. Er sah sich als ein Schüler Carl Orffs.

## Werke
- Drei Estnische Tänze für Orchester (Neljatants, Sabatants, Labajalg) (1956)
- Sümfoniett (1959)
- Luiged lendasid üle, nach einem Gedicht von Juhan Smuul (1960)
- Drei Serenaden für Kammerorchester (1961)
- Konzert für Flöte und Orchester (1969)
- Sinfonie Nr. 1, Pastoraalid (1970)
- Sinfonie Nr. 2 (1975)
- Konzert für Horn und Orchester (Waldkonzert) (1977)
- Quintett für Flöte, Klarinette, Violine, Violoncello und Klavier  (1977)
- Püha Susanna, Oper in drei Akten nach einem Libretto von Enn Vetemaa (1983, Erstaufführung 1986)